# 女犯坊
『女犯坊』（にょはんぼう）は、ふくしま政美画、滝沢解・坂本六有原作の成年漫画である。なお、仏教用語の女犯は「にょぼん」と読むことが多いが、作中では「にょはん」で統一されている。

## 概要
1974年から1976年まで『漫画エロトピア』に連載された。怪僧「竜水」の傍若無人な活躍を軸として、江戸末期から明治初期にかけての動乱を伝奇形式で描いていく。長らく絶版であったが太田出版より復刻版が出版された後、電子書籍化もあいまって比較的入手が容易である。
2006年、笠倉出版社『超劇画浪漫』vol.2にて復活する。同誌は次号にて誌名を『劇画ぴかれすく』と誌名を変える（共にチャンプロード増刊）が、3号は発刊されぬまま消滅した。その後、『週刊漫画サンデー』にて新連載として再復活する。2007年11月20日号から2008年12月号まで連載された。現代が舞台になっている。2003年に滝沢解が亡くなっており、原作者は「エド☆デカ」「超市民F」でふくしま政美と組んだ坂本六有が担当している。
エロトピア版の原画は1993年に焼却処分されている。

## 評価
作品の性質上、脚色や誇張が極めて多いが、娯楽作品としてみた場合、その荒唐無稽さゆえに怪作としてマニアに評価が高い。当時の『週刊少年マガジン』編集もこの作品に魅せられた一人であり、『聖マッスル』の連載へと繋がっていく。

## エロトピア版の内容

### ストーリー
寛政八年、女犯の罪で晒された僧侶たちの姿から物語は始まる。主人公竜水は、権力と戒律の癒着を笑い飛ばし、独自の哲学を元に宗教界と政界を蹂躙していく。高僧はおろか、権力者、海外の魔人、果ては妖怪や死ですら彼を止めることはできない。
「これが女犯道　おれの世直しだあ!!」「ゆくぞ岩松　この世にはびこる悪をぶち殺すのだ!」

### 登場人物、重要用語
竜水
偽経「女犯経」を掲げる怪僧。強靭な巨体と自我を持ち、欲望のままに生きる。
性力、腕力に関しては並ぶ者がなく、馬をも犯して殺すことができる。
また薬物にも博識で、しばしば怪しげな媚薬や毒薬を製造。加えて弁舌に巧みで、政治的駆け引きも軽くこなす。果ては超能力（呪殺、転生など）までも使いこなし、向かうところ敵なしである。
その超人的才覚を駆使し、仏教界、大奥、幕府、キリシタンに明治政府までも手玉に取り、女犯の極みを尽くす。
なお、信仰の根本は観音経であるらしく、これを唱えている姿がよく見られる。
岩松
竜水の侍従で、せむしの小男。重度の死体愛好家（ネクロフィリア）。
竜水の手足となって暗躍するが、想像を絶する竜水の行動に困惑することも多々。
牧田紘一郎によれば、顔のモデルは原作者・滝沢解との事。
姫小路
大奥を牛耳る大上臈。醜い老婆であるが、性欲や狡猾さは一寸の衰えも見せていない。
竜水と組んで幕府を意のままに動かすが、立場上狙われることも多く、紆余曲折あって視力や手足をことごとく失う。
末期には老境著しく、竜水と結ばれることだけを夢見ていた。
実在の上臈姉小路がモデルである。
井伊直弼
竜水と対立する大老。竜水の命をたびたび狙うも毎回失敗し、刺客の死体を送り返されている。
「薬忌」でついに竜水と姫小路を毒殺したかに見えたが、死んだのは仮面を付けた影武者であった。
最期は本物の竜水らに逆襲され、史実通り桜田門外にて暗殺された。
覆面の男
覆面の西洋人。
おそらく竜水以上の巨根の持ち主で、現地の女を性器で貫き殺した後、その体に剣で「Z」型の傷をつけていた。
モデルは怪傑ゾロ。
ブーリバ
竜水に並ぶ巨体と性力を誇る韃靼人。
女の脳を食らう悪癖があり、遊郭や大奥を大いに荒らした。
怪しげな口笛を使って相手の精神を撹乱することができ、竜水に対し大金星を挙げたが……。
モルガンお雪
史実と異なり、異常な巨体を持つ白人女性に描かれる。非常に毛深く、髭が生えている。
その巨体と性欲を持て余し、男を集めては犯し殺していた。
竜水と意気投合し、愛人のサヤにおさまるが、皮をはがれてハンググライダーの材料にされる。竜水いわく「これぞ愛の翼」。

### エロトピア版
1. 全3巻[3]
2. 女犯坊 法悦絵図[4]

### 太田出版版
1. 女犯坊 怒根鉄槌編　ISBN 4872333489
2. 女犯坊 妖根魔陰編（江戸城編～幕末編）ISBN 4872333586
3. 女犯坊 超根飛翔編（明治編）ISBN 4872333802

## サンデー版の内容

### ストーリー
竜水の活躍から百余年を経た平成の乱世、東京都庁の真下にある「念仏寺」から物語は始まる。性欲に取り憑かれた女「空海（そらみ）」、彼女と107人の女たちの煩悩が結集し、怪僧竜水が平成の世に蘇った。竜水はパワーアップした能力を駆使し、現代社会に生きる女たちの苦悩を解決していく。
「百八つの女たちの煩悩よ 恨み辛みこの竜水すべて叶えてやろう!!」

### 登場人物、重要用語
竜水
エロトピア版と同一人物で、恨み辛みを持った108の女の煩悩が結集して復活したもの。
女犯経は掲げておらず、普段は念仏寺の住職として来訪者の相談に応じている。
能力の全般的な向上が見られ、性交を通して相手の怨念を見通し煩悩を焼却する力を持つほか、蹴り一撃でビルを崩壊させる腕力（ないし念力）を誇る。
観音経を唱えている姿もほとんど見られなくなったが、蹴りで悪を制裁する際には足の裏に観音像が浮かび上がる。
現代の事情や横文字言葉に疎く、また現代の若い女性を見るとデレデレになるといったコミカルな一面も持つようになった。
空海（そらみ）
竜水復活時、念仏寺で法景に手籠めにされていた大学生。
高校時代、性欲の高まりで受験勉強に集中できず「合格したら好きなだけしてあげる」と言ったことが災いし、大学合格後「約束を守れ」という内なる声に突き動かされるままに男漁りに走った末、法景に拾われた過去を持つ。その内なる声の持ち主＝空海言うところの「魔物」は竜水に追い払われ、その結果（法景の言葉によれば）若返った。
解放されてからは、現代の事情に疎い竜水の助手となる。役回りとしてはエロトピア版での岩松に相当する。
法景
念仏寺の住職で、性欲に溺れた空海を拾って愛人としていた。
竜水の超人的能力を恐れ、彼を殺そうとしたが、返り討ちに遭い境内の井戸に放り込まれる。
松吉
念仏寺で長く寺男を務めている中年男。

### サンデー版既刊一覧
全4巻。3巻からは一部の長編や１話完結の話は未収録（全１５話分未収録）で３巻４巻収録の長編２作品はサンデー掲載時のものとページ構成が変えられている。
1. 2008年5月29日発刊 ISBN 9784408171241
2. 2009年1月29日発刊 ISBN 9784408171654
3. 2009年6月29日発刊 ISBN 9784408171906
4. 2009年8月29日発刊 ISBN 9784408172033